# Frontières de l'Ukraine
 (mai 2023).

Carte de l'Ukraine

Emblème des Gardes frontières Ukrainien

Panneau routier de la frontière Ukrainienne

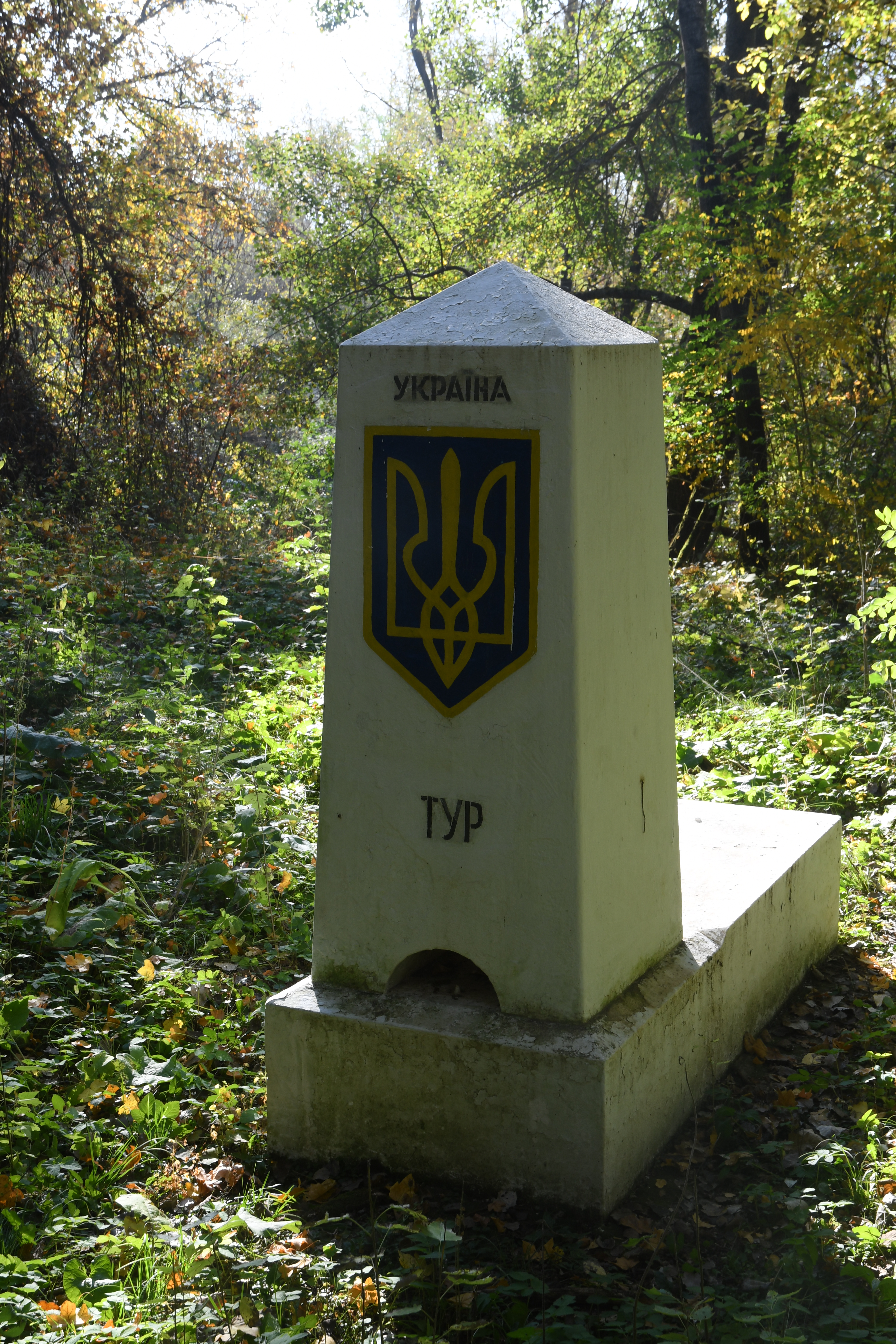
Monument marquant le tripoint avec la Hongrie et la Roumanie sur le banc de sable de la rivière Tur.

La frontière de l'Ukraine est la frontière internationale du territoire de l'Ukraine. Selon l'article 1 de la loi ukrainienne sur la frontière d'État, il s'agit d'« une ligne et un espace vertical correspondant à cette ligne, qui définissent la frontière du territoire de l'Ukraine sur et sous la terre, l'eau et l'espace aérien ».
La protection de la frontière d'État de l'Ukraine est assurée par le Service national des gardes-frontières d'Ukraine (à la surface de la Terre) et les Forces armées de l'Ukraine (dans les airs et sous l'eau). La frontière a été officiellement établie par la loi ukrainienne « sur la succession légale de l'Ukraine » du 12 septembre 1991 et « sur la frontière d'État de l'Ukraine » du 4 novembre 1991.
Le 1er janvier 2018, l'Ukraine a introduit des contrôles biométriques pour les Russes entrant dans le pays. Le 22 mars 2018, le président ukrainien Petro Poroshenko a signé un décret exigeant que les citoyens russes et « les personnes sans nationalité, originaires de pays à risque de migration » (sans plus de détails), « d'informer à l'avance les autorités ukrainiennes de la raison de leur voyage en Ukraine ».

## Caractéristique Générales

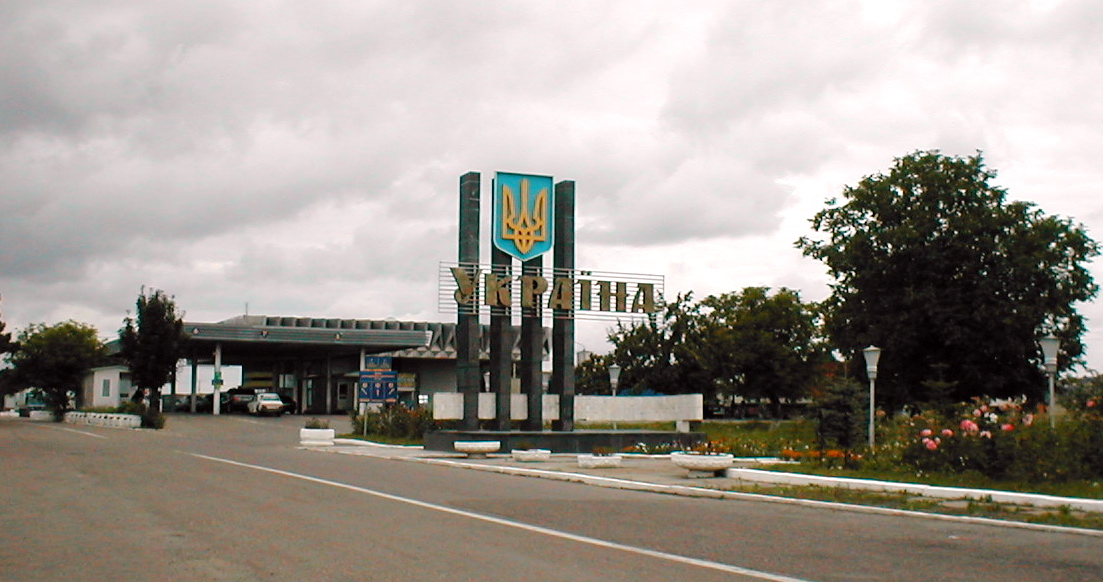
La frontière Roumanie-Ukraine près de Siret

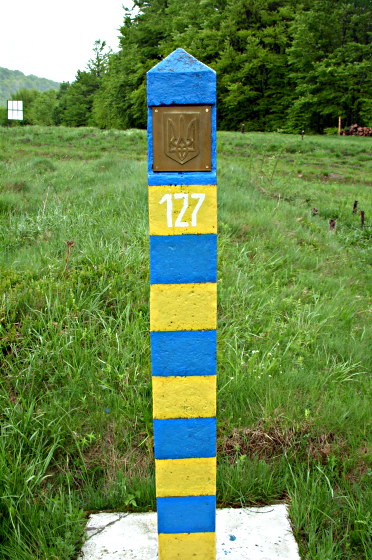
Borne frontière ukrainienne

L'Ukraine a des frontières avec 7 pays : Pologne, Slovaquie, Hongrie, Roumanie, Moldavie, Biélorussie et Russie. La longueur totale de la frontière ukrainienne est de 6 992,98 km. Avec la Russie, la Biélorussie et la Moldavie, républiques de l'ancienne Union soviétique les frontières n'étaient pas précisément délimitées sur le terrain, étant jusqu'en 1991 des limites administratives internes de l'URSS : de ce fait, elles n'ont pas été ratifiées internationalement et des points de litige subsistent en dépit du mémorandum de Budapest de 1994 assurant que ses signataires (fédération de Russie, États-Unis d'Amérique et Royaume-Uni) respecteraient les frontières existantes de l'Ukraine.
Certains litiges ne sont pas seulement frontaliers mais concernent le statut de territoires entiers, comme :
- la république de Crimée, territoire ukrainien autonome selon l'Ukraine et le droit international, mais État ayant droit à l'autodétermination selon la Russie qui a « reçu » ce territoire à l'issue d'un référendum validé par elle seule en 2014, et en a fait un sujet de la fédération de Russie ;
- la municipalité de Sébastopol, louée par l'Ukraine à la flotte russe de la mer Noire, de facto jusqu'en 2014, de jure jusqu'en 2017 selon les accords de Kharkov ratifiés en 2010 par les deux parties (russe et ukrainienne), qui ont prolongé le bail pour 25 ans avec une prolongation optionnelle de cinq ans si nécessaire. Ces accords faisaient également partie des conflits gaziers russo-ukrainiens qui ont éclaté à l'échelle internationale ;
- la République moldave pridniéstrienne, région moldave autonome selon la Moldavie et le droit international, mais État ayant droit à l'autodétermination selon la Russie qui y maintient des troupes sur la frontière Sud-Ouest de l'Ukraine, à deux pas du port d'Odessa.

## Frontières avec d'autres États
Sur terre, la frontière ukrainienne avec les pays suivants a une longueur de 5 637,98 km sans enclaves ni exclaves de part ou d'autre.
| Pays                                                     | Pays             | Longueurs |
| -------------------------------------------------------- | ---------------- | --- |
| Biélorussie                                              | Biélorussie      | 975.2 km dont 325.9 km fluviaux (Dniepr)                                                                     |
| Russie (de jure)                                         | Russie (de jure) | 2 063 km dont 1 974,04 km terrestres et 321 km maritime                                                      |
| Moldavie                                                 | Moldavie         | 1 222 km dont 267 km fluviaux (Dniestr) et dont 452 avec la République moldave pridniéstrienne autoproclamée |
| Union Européenne (1 390,74 km surveillés par la Frontex) | Pologne          | 542.39 km dont 187.3km fluviaux (Boug occidental, San)                                                       |
| Union Européenne (1 390,74 km surveillés par la Frontex) | Slovaquie        | 97.85 km dont 2.3 km fluviaux (Tisa)                                                                         |
| Union Européenne (1 390,74 km surveillés par la Frontex) | Hongrie          | 136.7 km dont 85.1 km fluviaux (Tur, Tisa)                                                                   |
| Union Européenne (1 390,74 km surveillés par la Frontex) | Roumanie         | 613.8 km dont 292.2 km fluviaux (Tur, Tisa, Prut, Danube) et 33 km maritimes (Mer Noire)                     |

L'Ukraine s'étend sur le Sud de la zone d'exclusion de Tchernobyl d'où la population a été évacuée et qui est entourée de points de contrôle comme une frontière. Le Nord de la zone d'exclusion est en Biélorussie.

## Litiges terrestres

### Crimée
Le statut de la Crimée et de la ville de Sébastopol est actuellement en litige entre la Russie et l'Ukraine; L'Ukraine et la majorité de la communauté internationale considèrent la Crimée comme une république autonome d'Ukraine et Sébastopol comme l'une des villes à statut spécial, tandis que la Russie, d'autre part, considère la Crimée comme un sujet de la fédération de Russie et Sébastopol comme l'une des trois villes fédérales de la Russie depuis la annexion de la Crimée en mars 2014 par la Russie,. Depuis 1991, la Russie loue également la base navale de Sébastopol avec un bail actuel qui s'étend jusqu'aux années 2040 avec une option pour une autre extension, la Douma russe a approuvé la dénonciation de ces contrats de location à l'unanimité par 433 députés le 31 mars 2014.

### Donbass
La Russie n'a ni reconnu, ni déclaré sujet de la fédération de Russie le Donbass aux mains des sécessionnistes pro-russes : il n'y a donc, de jure, pas de litige frontalier dans cette région, et c'est donc seulement de facto et dans le contexte de la guerre du Donbass que les forces pro-russes en contrôlent une partie,. Le 2 mai 2014, l'armée ukrainienne tente de répliquer et progresse en juin et juillet dans l'Est du pays avant d'être stoppée, pour finalement reculer face aux séparatistes que la Russie, pays frontalier, est accusée de soutenir militairement en y menant une guerre hybride,,,. 

## Frontières et litiges maritimes
La frontière sud de l'Ukraine en mer Noire est la limite des eaux territoriales ukrainiennes. L'Ukraine a des frontières maritimes avec la Roumanie au Sud-Ouest et la Russie au Sud-Est, les deux étant l'objet de litiges.
Au Sud-Ouest, la frontière entre la Roumanie et l'Ukraine s'étend sur une distance de 33 km avec un petit litige dans le golfe de Musura. Les eaux territoriales ukrainiennes comprennent l'île des Serpents prise en 1948 par l'URSS à la république populaire de Roumanie et dont la Roumanie a demandé restitution de 1991 jusqu'au traité frontalier roumano-ukrainien de Constanza en 1997, lorsqu'elle y a renoncé, la zone économique exclusive (ZEE) de l'île ayant été partagée le 3 février 2009 par la Cour internationale de justice.
Beaucoup plus lourd, et toujours pas réglé, est le litige russo-ukrainien au Sud et au Sud-Est, autour de la Crimée et du détroit de Kertch,: de facto, depuis l'annexion de la péninsule de Crimée par la Russie en 2014, la frontière maritime non-officielle de facto de l'Ukraine avec la Russie dans le golfe de Karkinit est de seulement 276 km au lieu de 1 355 km dont 1 056,5 km en mer Noire et 298,5 km en mer d'Azov, et la superficie de la zone économique exclusive de l'Ukraine est de seulement 22 224 km2, au lieu de 72 658 km2 de jure en mer Noire et mer d'Azov.